# BMC Cancer
BMC Cancer誌は、がん（悪性腫瘍）に関するあらゆる研究をピアレビュー（査読）し、オンラインで掲載するオープンアクセスの英語の学術雑誌である。2001年にBioMed Centralによって開設され、現在の編集長はAlexandros Houssein, GBRである。

## 趣旨と領域
癌の病態生理学、予防、診断および治療を含むがん研究全般を対象としているが、加えてがんの分子生物学、細胞生物学、遺伝学、疫学、およびがん治療の臨床試験（治験）に関する独創的な研究も歓迎している。また、世界対がんデーの支援事業として、乳がんやその他のがんのサバイバーシップに関する到達度の高い魅力的な研究も推進しており、「支持療法やがんサバイバーシップおよび心理社会腫瘍学」に関する新しいセクションを設けている。

## 検索・引用情報
この雑誌に掲載された論文は、PubMed, MEDLINE, CAS, EMBASE, Scopus, Current Contents, CABI、Web of Science などの文献検索サービスで取り扱われている。また、Journal Citation Reports によると、この雑誌の2016年のインパクトファクターは3.288である。